# Temporada 1975-76 de los Atlanta Hawks
La temporada 1975-76 fue la octava de los Atlanta Hawks en la NBA en su ubicación de Atlanta, la vigésimo séptima en la liga y la trigésima desde su fundación. La temporada regular acabó con 29 victorias y 53 derrotas, ocupando el noveno y último puesto de la Conferencia Este, no logrando clasificarse para los playoffs.

## Elecciones en elDraft
| Ronda | Puesto | Jugador        | Posición | Nacionalidad   | Universidad          |
| ----- | ------ | -------------- | -------- | -------------- | -------------------- |
| 1     | 1      | David Thompson | Escolta  | Estados Unidos | North Carolina State |
| 1     | 3      | Marvin Webster | Pívot    | Estados Unidos | Morgan State         |
| 4     | 57     | Monte Towe     | Base     | Estados Unidos | North Carolina State |
| 5     | 75     | Wilbur Holland | Base     | Estados Unidos | New Orleans          |

## Temporada regular
| División Central      | División Central | División Central | División Central | División Central | División Central | División Central | División Central | División Central |
| Equipo                | G                | P                | %                | PD               | Casa             | Fuera            | Div              |                  |
| --------------------- | ---------------- | ---------------- | ---------------- | ---------------- | ---------------- | ---------------- | ---------------- | ---------------- |
| y-Cleveland Cavaliers | 49               | 33               | .598             | –                | 29–12            | 20–21            | 15–11            |                  |
| x-Washington Bullets  | 48               | 34               | .585             | 1                | 31–10            | 17–24            | 14–12            |                  |
| Houston Rockets       | 40               | 42               | .488             | 9                | 27–13            | 13–29            | 14–12            |                  |
| New Orleans Jazz      | 38               | 44               | .463             | 11               | 22–19            | 16–25            | 15–11            |                  |
| Atlanta Hawks         | 29               | 53               | .354             | 20               | 20–21            | 9–32             | 7–19             |                  |

## Estadísticas
| Rk | Jugador         | Edad | P  | PT | MP   | TC  | TCI  | %TC  | TL  | TLI | %TL  | RO  | RD  | RT  | AS  | RB  | TAP | BP | FP  | PTS  |
| -- | --------------- | ---- | -- | -- | ---- | --- | ---- | ---- | --- | --- | ---- | --- | --- | --- | --- | --- | --- | -- | --- | ---- |
| 1  | Tom Henderson   | 24   | 81 |    | 35.8 | 5.8 | 14.0 | .413 | 2.7 | 3.8 | .708 | 0.7 | 2.6 | 3.3 | 4.6 | 1.7 | 0.1 |    | 2.4 | 14.2 |
| 2  | Lou Hudson      | 31   | 81 |    | 31.6 | 7.0 | 14.9 | .472 | 2.9 | 3.6 | .814 | 1.3 | 2.4 | 3.7 | 2.6 | 1.5 | 0.2 |    | 3.0 | 17.0 |
| 3  | John Drew       | 21   | 77 |    | 30.5 | 7.6 | 15.2 | .502 | 6.3 | 8.5 | .744 | 3.7 | 4.9 | 8.6 | 1.9 | 1.8 | 0.4 |    | 3.4 | 21.6 |
| 4  | Tom Van Arsdale | 32   | 75 |    | 27.0 | 4.6 | 10.5 | .441 | 1.7 | 2.2 | .759 | 0.5 | 2.0 | 2.5 | 1.9 | 0.8 | 0.1 |    | 2.7 | 10.9 |
| 5  | Dwight Jones    | 23   | 66 |    | 26.7 | 3.8 | 8.2  | .463 | 2.5 | 3.3 | .744 | 2.6 | 5.3 | 7.9 | 1.3 | 0.8 | 0.9 |    | 3.2 | 10.1 |
| 6  | Connie Hawkins  | 33   | 74 |    | 25.8 | 3.2 | 7.2  | .447 | 1.8 | 2.6 | .712 | 1.4 | 4.6 | 6.0 | 2.9 | 1.1 | 0.6 |    | 2.3 | 8.2  |
| 7  | Mike Sojourner  | 22   | 67 |    | 23.9 | 3.7 | 7.8  | .473 | 1.2 | 1.8 | .672 | 1.9 | 4.8 | 6.7 | 0.9 | 0.6 | 0.6 |    | 2.6 | 8.6  |
| 8  | John Brown      | 24   | 75 |    | 23.4 | 2.9 | 6.5  | .442 | 2.2 | 2.8 | .775 | 1.9 | 3.4 | 5.4 | 1.7 | 0.6 | 0.2 |    | 3.1 | 7.9  |
| 9  | Dean Meminger   | 27   | 68 |    | 20.9 | 2.3 | 5.6  | .409 | 1.5 | 2.2 | .658 | 1.0 | 1.3 | 2.2 | 3.3 | 0.8 | 0.1 |    | 1.7 | 6.0  |
| 10 | Bill Willoughby | 18   | 62 |    | 14.0 | 1.8 | 4.6  | .398 | 1.1 | 1.6 | .660 | 1.7 | 3.0 | 4.6 | 0.5 | 0.6 | 0.5 |    | 1.4 | 4.7  |
| 11 | Wilbur Holland  | 24   | 33 |    | 10.6 | 2.6 | 6.5  | .399 | 0.7 | 1.0 | .647 | 0.5 | 0.8 | 1.2 | 0.8 | 0.6 | 0.1 |    | 1.5 | 5.8  |
| 12 | Dennis DuVal    | 23   | 13 |    | 10.0 | 1.2 | 3.3  | .349 | 0.5 | 0.7 | .667 | 0.1 | 0.5 | 0.6 | 1.5 | 0.5 | 0.2 |    | 1.2 | 2.8  |
| 13 | Jim Creighton   | 25   | 32 |    | 5.4  | 0.4 | 1.3  | .279 | 0.2 | 0.5 | .438 | 0.4 | 1.0 | 1.4 | 0.1 | 0.1 | 0.3 |    | 0.7 | 1.0  |

## Galardones y récords
| Jugador   | Galardón |
| John Drew | All-Star |